# 동서교회 대분열

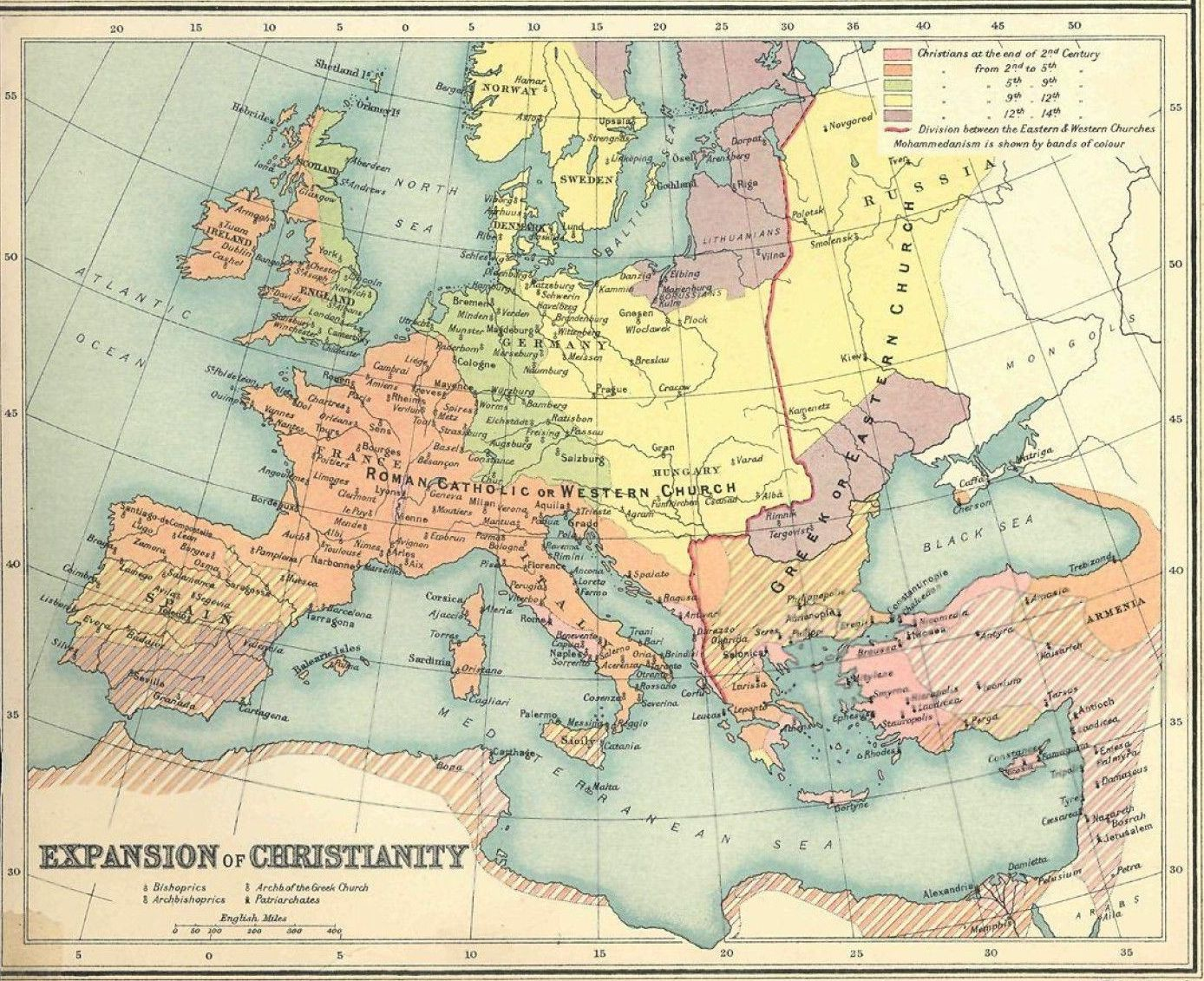

동서교회 대분열(영어: East–West Schism)은 4세기부터 이어진 전통인 로마, 콘스탄티노폴리스, 예루살렘, 알렉산드리아, 안티오키아 지역 교회의 연합체인 공교회(보편교회)의 분열이었다. 기독교 역사상 11세기에 로마교회의 서방교회와 콘스탄티노폴리스, 예루살렘, 알렉산드리아, 안티오키아 교회의 동방교회가 상호 파문으로 분리된 사실을 말한다.
이에 대해 입장은 서로 나뉘는데, 동방교회의 입장은 단일한 기독교 공동체에서 서방교회가 이탈한 것으로 이해하며, 서방교회 입장은 동방 교회와 분리된 것으로 이해한다.
11세기의 분열은 교회를 중심으로 하는 서유럽과 동로마 제국의 정치적 실리를 위한 협상의 일환이었고, 동서 교회는 이후로도 상호 협력과 지원을 하곤 했다. 실제적인 분열은 1204년 서방교회의 제4차 십자군의 기독교 지역인 동방교회에 대한 침략 행위에서 비롯되었다. 제4차 십자군은 동방교회 지역인 콘스탄티노폴리스 지역을 약탈하고, 동방교회 성직자들과 기독교도인 시민들을 학살하였다. 이 이후 동방교회는 서방교회와 관계를 완전히 단절하였다.

## 개요
7세기 및 8세기에 들어서자, 유럽에서 중요한 사건들이 연이어 나타났다. 이를 크게 5가지로 요약할 수 있다. 첫 번째는 수도원 운동, 두 번째는 프랑크 왕국의 성립, 세 번째는 이슬람의 팽창, 네 번째는 동서 교회의 대분열, 그리고 마지막으로 신성 로마 제국의 수립이다. 7세기와 8세기에 벌어진 이 일련의 사건들은 중세의 남은 기간 동안 서방 세계의 종교적·정치적 구조에 크게 영향을 미쳤다.
새로운 예언자라고 주장하는 무함마드의 추종자들, 즉 무슬림들은 북아프리카(성 아우구스티누스는 바로 이곳 북아프리카 출신이다)와 동지중해를 기독교의 영역에서 빼앗아갔다. 그리고 북유럽에서는 새로운 수도원 운동이 벌어져 로마 교황의 권위를 세워나갔으며, 로마 교황청은 유서 깊고 세련되며 반동방적(半東方的)인 동로마 제국과 북방의 새로운 세력(게르만족, 프랑크 왕국) 사이에서 망설이고 있었다. 로마의 교황과 프랑크 왕국의 왕 및 동로마 제국의 황제는 확실하게 결단을 내려야만 했고, 그들의 결단은 이후 중세 유럽을 형성하는 데 결정적인 영향력을 미쳤다.
이 사건들은 일종의 병목 현상을 일으키면서 한 지점에서 만나게 된다. 그것이 바로 726년의 동로마 황제에 의한 우상파괴령이다. 먼저 동로마 제국과 서유럽의 상황, 그리고 자극제 역할을 한 수도원 운동, 이슬람과 프랑크 왕국에 대해 먼저 간략히 다루고, 그 다음에 우상파괴령에 다루고자 한다.

## 당시 주변 상황

### 수도원 운동

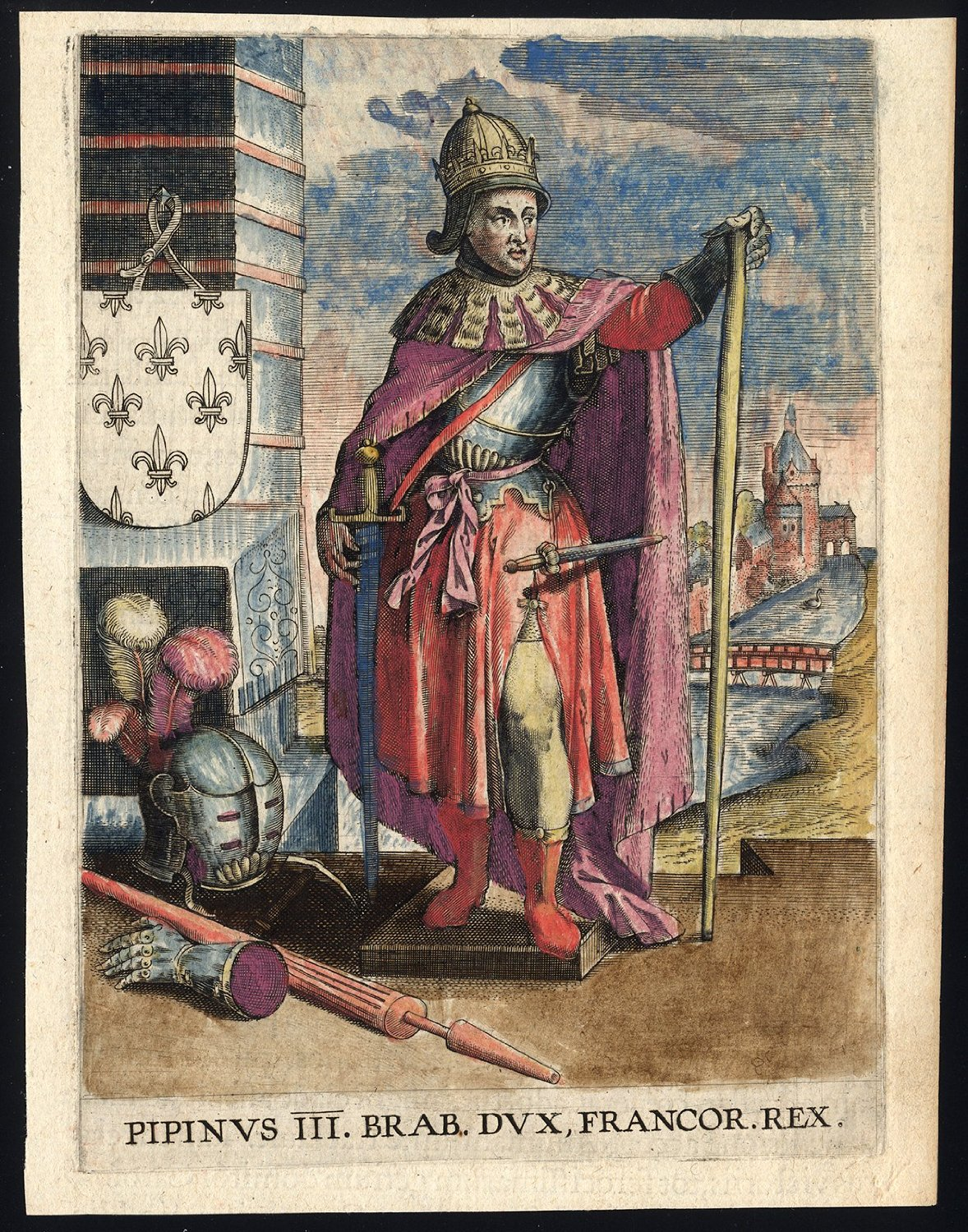
카롤링거 왕조의 첫번째 왕, 피핀 3세

일찍이 동지중해에서 출발한 수도원 운동은 초기 중세 유럽 문명에서 중요한 역할을 하였다. 고전 문화의 보존 및 전달, 들의 개종이 그들의 주요 임무였다. 그것은 불가분의 관계로 코꿰여졌던 바, 타종교들의 침입으로부터 고전 문화를 보존하면서 동시에 그들을 그리스도인으로 만드는 전도 사업이었던 것이다. 동지중해와 이집트의 사막에서 출발한 엄격한 수도원 운동은 갈리아로 전파되었다. 이집트 출신의 수도사들은 자신들의 주변이 몽땅 타종교로 넘쳐났으므로 그들의 개종에 나섰던 것이다. 갈리아에 전파되었던 수도원은 다시 잉글랜드와 아일랜드로 건너갔다.
6세기와 7세기에 걸쳐, 이 두 섬에서는 믿을 수 없을 만큼의 전도 활동과 수도원 운동이 전개되었다. 사실상 7세기와 8세기에 들어가면서 아일랜드와 잉글랜드에서의 선교 사업은 큰 성공을 거두었고, 거꾸로 그들이 보존한 여러 고전 문화들이 대륙으로 역수출되는 일까지 발생했다. 그 대표적인 예가 라틴어로, 아일랜드 수도사들은 고전 문법책을 구해 그것을 완벽하게 재현했다. 반면, 대륙의 라틴어들은 지방 속어들과 융합되면서 본래의 모습을 잃어가고 있었던 것이다(오늘날의 유럽 대륙 국가들의 언어가 형성된 시기이다).
그들은 단순히 고전문화만을 보존하고 전파한 것이 아니었다. 초기에 대륙에서 섬나라로 들어갔던 기독교가 이제는 다시 섬나라에서 대륙으로 퍼지게 되었다. 대표적인 인물이 아일랜드 출신 수도사인 보니파시오다. 그의 별명이 ‘독일인의 사도’(또는 게르만 사도)였으니, 그의 활동 무대와 영향력을 짐작할 수 있을 것이다. 게다가 그는 뒤에 다시 보겠지만, 서로마 교회가 위기에 처했을 때 프랑크 왕국과의 제휴를 위해 정략적으로 파견되었으며, 프랑크 왕국의 새로운 왕조인 카롤링거 왕조의 첫 번째 왕 피핀 3세에게 왕으로서 자격을 부여하는 세례식을 한 장본인이다. 아일랜드와 잉글랜드 출신의 수도사들은 농촌 지역의 미개하고 원시적인 농민 대중을 대량 개종시켜 유럽을 기독교 대륙으로 만들었다.
참고로 여기서 말하는 기독교는 삼위일체설을 주장하는 아타나시우스 계열의 기독교로, 그의 출발지는 로마를 중심으로 한 이탈리아반도였다. 대륙의 기독교 수도원들은 대부분 보니파키우스의 영향을 받아 아일랜드 베네딕토계의 계율을 받아들였다.
특히 보니파키우스의 업적은 두 방향에서 이후 서방 교회 발전에 큰 영향을 미친다. 첫째는 그의 전도 사업으로 대부분의 게르만족이 최초로 기독교 세계에 편입되었으며, 둘째로 갈리아 지방에서 그의 활약으로 프랑크 국왕과 로마 교황 간의 관계가 전례없이 밀접해지게 되었다.

### 동로마 제국과 이탈리아
동서 로마가 분리되었지만, 제국의 중심은 동로마 제국의 콘스탄티노폴리스에 있었다. 서로마 제국은 476년 공식적으로 막을 내렸을 뿐만 아니라, 타종교와 야만인들이 설치는 폐허나 다름없는 상태였으므로, 동로마 제국이 중심을 이루는 것은 어찌 보면 당연한 일이었다. 그러나 5세기와 6세기를 통틀어 동로마 제국의 황제들은 자국을 지켜내기에도 버거운 형편이었다. 간신히 동방 지역에서 황제권을 수호할 뿐, 서방 속주의 탈환은 꿈도 꾸지 못하고 있었다. 이러한 상황은 6세기 중엽 이후, 유스티니아누스 1세가 등장하고서야 겨우 타개된다. 게다가 그는 라틴어를 사용하는 등 라틴 문화를 고수했던 황제였다. 그 이후에 동로마 제국은 급속히 그리스화하였다.
7세기 들어 동로마 제국의 관심사는 동지중해 지역에 집중되었다. 게르만계열의 야만족들에게 유린당한 서유럽의 속주들은 그들에겐 더 이상 관심사가 아니었다. 이미 그리스화한 그들은 서방보다는 동방에 관심을 더욱 집중시켰고, 강력한 적인 이란의 사산 왕조와 맞닥치게 되면서 그러한 경향은 더욱 강해졌다. 중요한 점은, 동로마 제국이 동방에 관심을 집중하면서도 계속 이탈리아반도에 대해 간섭하고 있었다는 것과 그러면서도 이탈리아반도에 대해 아무런 실질적인 도움을 주지 않았다는 점이다. 그러나, 로마와 이탈리아가 갖는 역사적 중요성, 그리고 사도 베드로가 가지는 의미 등으로 인해 동로마는 여전히 8세기에 들어서면서도 이탈리아반도를 수중에 넣고자 끊임없이 시도하고 있었다.
동지중해에서 옛 대제국의 영광을 되찾으려던 동로마 제국은 새로운 적과 마주치게 되었다. 새로운 적은 이슬람 세력이었고, 동로마 제국은 이들과 오랜 투쟁에 들어가야 했다. 8세기 초, 동로마 제국은 이슬람 세력의 침략을 격퇴하는 데 성공했으나, 그로 인해 심각한 재정 위기를 맞게 되었다.

### 이슬람과 프랑크 왕국
이 두 세력에 대해서는 자세히 언급할 필요가 없을 것이다. 630년, 메카 시(市)의 정복을 시작으로 전 아라비아 반도와 북아프리카, 그리고 동지중해를 장악하고 동로마 제국을 노린 이슬람, 그리고 거의 동시대에 서유럽을 통일한 프랑크 왕국. 이슬람이 우상파괴령에 영향을 미쳤다면, 프랑크 왕국은 우상파괴령을 둘러썬 동서 교회의 대립에 서로마 교회의 손을 들어줌으로써 이미 이란과 이슬람을 상대로 한 오랜 전쟁에 지쳐 있던 동로마 제국으로부터 서로마 교회가 독립하는 데 결정적인 역할을 하였다. 거기에서 그치는 것이 아니라 프랑크 왕국은 두 개의 새로운 서로마제국을 만들어냈다. 800년의 서로마제국과 962년에 신성로마제국의 수립이다. 서로마교회는 프랑크 왕국 덕분에 동로마로부터 독립할 수 있었고, 새로운 서유럽을 본격적으로 만들어나갈 수 있었던 것이다.

## 레온 3세의 우상파괴령
수도원 운동으로 서로마 교회는 수많은 야만족들을 개종하였으며, 그 중에 한 부족인 프랑크족은 통치상의 필요로 로마와 가까워지고 있었다. 라틴화 된 갈리아를 지배하는 데에 라틴 문명인 서로마 교회의 협력은 절대적으로 필요한 것이었다. 그리고 프랑크족은 롬바르드족의 침략으로부터 서로마 교회를 지켜주었다. 로마 교황이 동로마 제국으로부터 독립하고 프랑크 왕국과 제휴하게 된 결정적인 이유이다.
8세기 초 이슬람의 침략을 물리친 동로마 황제 레온 3세는 심각한 문제에 처했다. 하나는 성상 공경이었고, 다른 하나는 대토지 소유에 의한 조세 수입의 격감이었다. 새로 개종한 지역일수록 우상 숭배는 심했다. 여기서 '성상'(이콘(icon))이라 함은 성인들을 그린 그림, 조각, 모자이크 등을 총칭하는 것이다. 이는 선교하는데 있어 상당히 유용하지만, 기독교 자체보다는 오히려 그 성상들을 공경하는 경향이 심해지고 있던 것이다. 성상 공경에 부정적인 시각을 갖고 있던 황제 레온 3세는 이런 폐단을 제거하고자 하였다.
다른 문제는 소토지 보유 자유농의 몰락과 대토지 겸병의 증대였다. 소규모 자영농은 제국군의 주력을 이루었으므로 제국 정부로서는 그들의 몰락을 방치할 수 없었다. 그대로 방치하게 되면 동로마 제국은 당시 확산되는 이슬람이 영향력을 효과적으로 대처하지 못할 것이 분명했다. 대토지 소유자들 중에서도 레오 3세가 유독 적대시한 것은 수도원과 교회가 소유한 대영지였다. 이 양자는 면세의 특권을 누리고 있었기 때문이다. 레오 3세는 성상파괴령을 이용하여 토지 개혁을 달성하고자 했다. 토지 개혁을 통해 소규모 자영농의 수가 증가할 것이며, 이는 곧 조세 수입의 증가로 이어질 것이기 때문이다.
이와같은 이유로 726년에 첫 성상파괴령이 내려졌다.. 이 파괴령은 로마와 콘스탄티노폴리스를 결정적으로 갈라놓았다. 이전까지는 교리상의 논쟁에도 불구하고 로마 교황들은 동로마 황제의 충성스런 신하로 자처했으며, 황제를 자신들의 군주로서 존경과 예의를 갖추었다. 그러나 로마 대주교 레고리오 2세는 레온 3세의 성상파괴령을 거부했을 뿐만 아니라, 황제에게 도전하기까지 하였다. 그는 이제 막 개종한 북방 야만족들의 힘을 빌려 무력을 행사하겠다고 으름장을 놓았던 것이다.
이러한 도전에 격분한 레온 3세는 라벤나 총독에게 그레고리오 2세의 체포를 명령했고, 동로마 제국의 라벤나 총독은 황제의 명을 받아 그레고리오 2세를 체포하고자 군대를 이끌고 출동했다. 그러나 그들은 롬바르드군에 저지되었다. 격분한 레온 3세는 남이탈리아와 일리리쿰에 대한 로마 교구의 권리를 모두 몰수하여 콘스탄티노플 총대주교에게 넘겨주었다.

## 프랑크 왕국과 피핀 및 동로마제국과 로마교회의 종속관계 단절
이탈리아에서 사건에 영향을 미친 마지막 요인은 롬바르드족이었다. 기독교를 신봉하였기에 로마교회에게 우호적이던 롬바르드족이었으나, 아이스툴프 왕이 들어서면서 이탈리아 전체를 제패하려는 야망을 드러냈다. 그는 로마교회를 새로운 이탈리아의 중심 교구로 삼을 계획을 가지고 있었다. 그러나, 성 베드로의 유지를 이어받아 전 기독교를 다스린다는 체면이 있던 로마교회 대주교는 로마와 그 주변 지역에 대한 지배권을 포기하면서 롬바르드 왕국의 최고 성직자에 불과한 존재가 될 생각이 전혀 없었다. 그렇다고 동로마 제국의 보호를 청할 생각도 더더욱 없었다. 결국 새로운 보호자를 찾아야 했고, 이때 등장한 인물이 피핀이었다.
751년, 왕이 되고자 했던 피핀 3세는 보호를 약속하는 대신, 그의 왕위 계승에 대한 재가를 로마교회에게 요구했고, 자카리아는 즉시 보호를 대가로 그를 새로운 프랑크 왕국의 군주로서 인정하였다. 피핀은 752년에 로마를 위협하던 아이스툴프를 완전히 패배시키고, 중부 이탈리아와 라벤나를 차지했다. 이를 가만히 보고만 있던 동로마 제국은 라벤나를 제국령으로 귀속시키라고 요구했으나, 피핀은 이를 거부했다. 그는 자기가 롬바르드족과 싸운 것은 어디까지나 성 베드로를 위한 것이며, 따라서 성 베드로에게, 즉 그의 후계자인 로마 대주교에게 넘긴다고 선언하였다(피핀의 기증).
이로써 로마교회는 프랑크 왕국과 밀접하게 유착되었으며, 동로마 제국과 정치적 결합은 점차 사라지고, 콘스탄티노플 교회, 예루살렘 교회, 안디오키아 교회, 알렉산드리아 교회와의 연계도 멀어지는 계기가 된다.

## 보편교회의 대분열

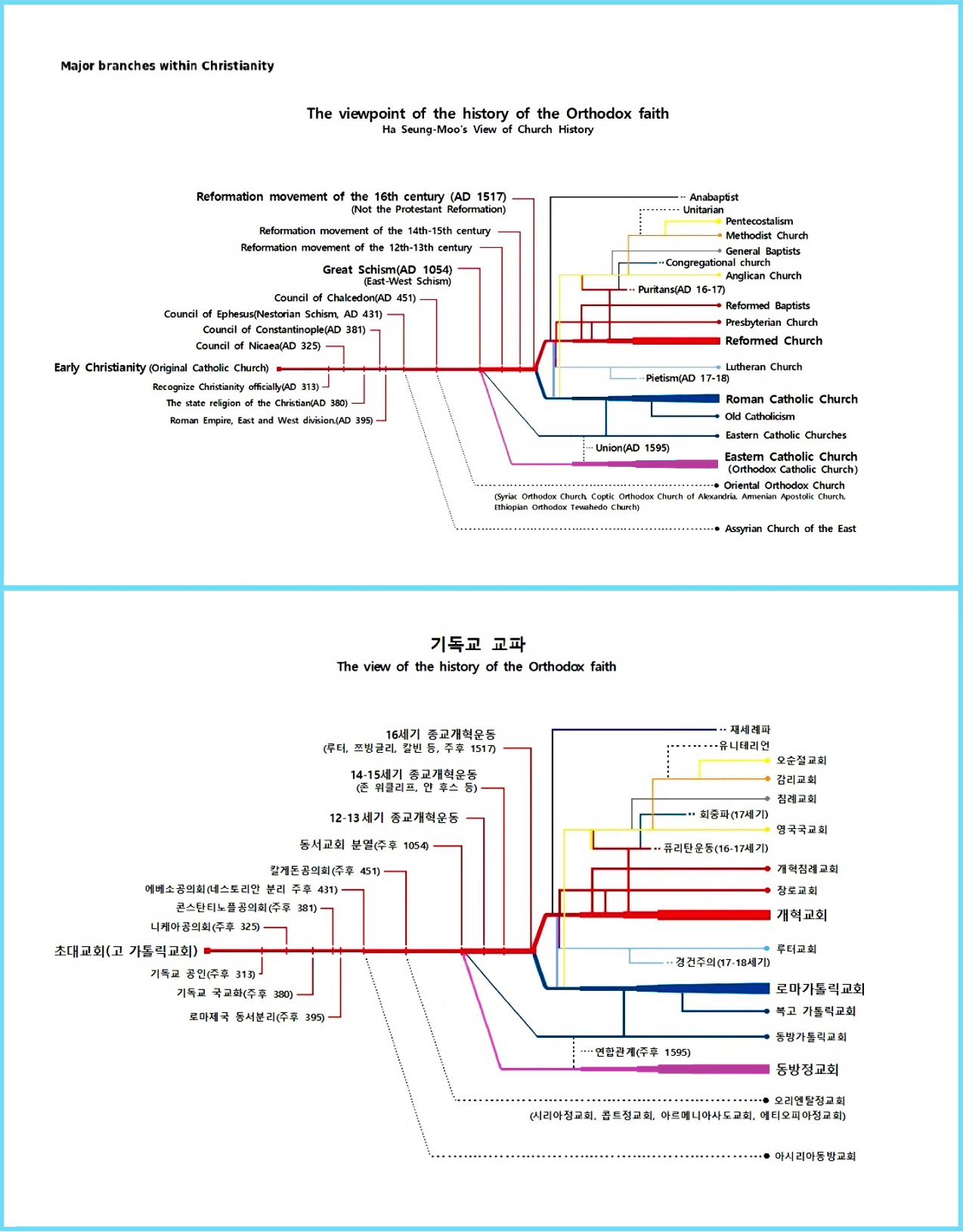
비교파 중심의 기독교 교파 계통도/하승무 교수의 교회사관에 의한 계통도

## 평가
- 동방교회 시각에서는 기독교 5개 대교구 중 로마 대교구인 로마교회가 이탈한 것이라고 간주한다.
- 서방교회 시각에서는 로마교회와의 일치에서 동방교회 공동체들이 이탈한 것이라고 간주한다.